# Peer Ulijn

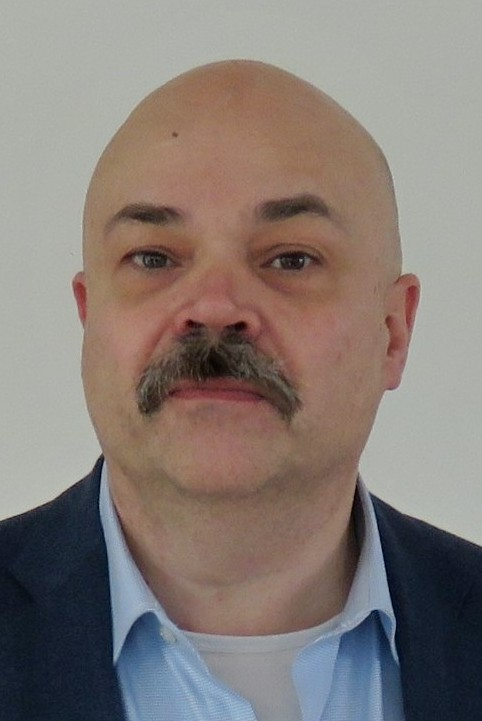
Peer Ulijn, 2016

Peer Ulijn (Gouda, 11 februari 1959) is een verslaggever voor het NOS Journaal. Na een studie Nederlands aan de Universiteit van Utrecht en een kopstudie Theaterwetenschap trad hij in de voetsporen van zijn vader, die eveneens journalist was. Peer Ulijn is ook beeldend kunstenaar. 
Vanuit zijn functie als video-editor (begonnen toen hij nog Theaterwetenschap studeerde) groeide hij door naar de functie van regisseur bij het Journaal. Maar omdat hij steeds vaker teksten ging schrijven voor het Journaal, stapte hij toch maar definitief over naar het vak van bureauredacteur. Hij fungeert meest als verslaggever ter plaatse (meestal binnen Nederland) voor het Journaal.
Naast de reguliere verslaggeving schrijft Ulijn geregeld columns voor de site van het NOS-journaal. Op uitnodiging van uitgeverij Conserve schreef hij een boek over Almere, dat in 2008 uitkwam.
Op 10 oktober 2023 werd in het NOS Journaal van 20.00 uur aangekondigd dat Peer Ulijn zijn laatste bijdrage daaraan had geleverd.

## Publicaties
- Ik woon in Almere, 2008, Uitgeverij Conserve, ISBN 9789054292654